# PKIX
Le PKIX (Public-Key Infrastructure X.509) est un groupe de travail de l'IETF dédié aux infrastructures à clés publiques. Un grand nombre de standards Internet, des RFC, ont été émis par ce groupe depuis sa création fin 1995. Conformément à la tradition de pragmatisme technique de l'IETF, la plupart de ces standards ont en fait été des reformulations officielles de technologies déjà existantes et répandues. Le standard X.509 de certificat électronique de l'ITU, ainsi que les 'standards' de cryptographie asymétrique PKCS de RSA Security ont été intégrés dans des RFC. 
La RFC 2459 présente le modèle générique de PKI utilisé par le PKIX. Cette architecture se retrouve dans la majorité des implantations actuelles de PKI.  